# Jacky Caillou
Pour les articles homonymes, voir Caillou.
Pour plus de détails, voir Fiche technique et Distribution.
Jacky Caillou est un film français réalisé par Lucas Delangle et sorti en 2022.

## Synopsis
À proximité d'un village des Alpes-de-Haute-Provence vivent Gisèle Caillou et son petit-fils Jacky qu'elle a élevé après la mort accidentelle de ses parents. Gisèle est guérisseuse-magnétiseuse — elle soigne les villageois comme leurs bêtes — ; Jacky tente de composer de la musique à partir de sons qu'il enregistre. Quand Hervé vient avec sa fille Elsa pour consulter Gisèle, après avoir tout tenté avec la médecine traditionnelle, la vie de Jacky bascule. Il va se sentir attiré par Elsa en même temps qu'un mystérieux loup vient hanter la campagne et décimer les moutons des éleveurs du village.

## Fiche technique
- Titre : Jacky Caillou
- Réalisateur : Lucas Delangle
- Scénario : Lucas Delangle et Olivier Strauss
- Photographie : Mathieu Gaudet
- Montage : Clément Pinteaux
- Son : Gaël Éléon, Laura Chelfi et Paul Jousselin
- Musique : Clément Decaudin
- Production : Les Films du Clan - Micro Climat Studio
- Distribution : Arizona Distribution
- Pays de production :  France
- Durée : 92 minutes
- Date de sortie : France - 2 novembre 2022

## Distribution
Sauf indication contraire, les informations mentionnées dans cette section peuvent être confirmées par la base de données cinématographiques Allociné,  présente dans la section « Liens externes ».
- Thomas Parigi : Jacky Caillou
- Lou Lampros : Elsa
- Jean-Louis Coulloc'h : Hervé (le père d'Elsa)
- Edwige Blondiau : Gisèle Caillou (la grand-mère)
- Romain Laguna : Mathieu (le policier)
- Georges Isnard : Monsieur Bert
- Sivan Garavagno : Loïc
- Jean-Marc Ravera : le maire

## Sélection
- Festival de Cannes 2022 (programmation de l'ACID)[1]

## Réception critique
Dans Le Monde, Clarisse Fabre écrit : « C'est une histoire de grand-mère et de louve, sans chaperon rouge, l’idée de Jacky Caillou, de Lucas Delangle, n’étant pas tant d’effrayer. Ce premier long-métrage mêle naturalisme et fantastique dans un récit en apesanteur, où l’amour tente de dévier le cours des contes cruels. »